# 栃ノ心剛史
栃ノ心 剛史（とちのしん つよし、1987年10月13日 - ）は、ジョージア（旧呼称グルジア）・ムツケタ出身で春日野部屋所属の元大相撲力士。本名はレヴァン・ゴルガゼ（グルジア語: ლევან გორგაძე、グルジア語ラテン翻字: Levan Gorgadze）。愛称は「角界のニコラス・ケイジ」。身長192.0cm、体重189.0kg。得意技は右四つ、寄り、上手投げ。最高位は東大関2（2019年3月場所、9月場所）。好物は魚類（サバ、サンマ、ホッケなど）。

## 来歴

### 入門 - 入幕まで
相撲を始める前は柔道、ヨーロッパ王者になったこともあるサンボを経験している。小学生に入るころに柔道とチダオバと呼ばれるジョージアの伝統格闘技を始めた。自身も柔道と相撲の強豪選手であった弟のラシャ・ゴルガゼが「兄は真面目で、いつも練習ばかりしていた。私は真似できなかったなあ」と振り返るのを筆頭に、複数の証言者がレヴァニの練習熱心さを語っている。
2004年の世界ジュニア相撲選手権大会に全く相撲の稽古をしないまま出場したのが初めての相撲経験であり、この時に3位入賞を果たした。世界ジュニア大会ではほかにも重量級準優勝などの実績を残している。柔道も好きであったために角界入りについては迷っていたが、同郷の黒海や家族に相談した末に入門。本人は後年「相撲に入っていなかったら多分、柔道でオリンピックに出ていたでしょうね。ジョージア代表で出ていた選手には一度も負けたことがなかったからね」と話している。レスリング出身者が多い欧州勢の中で、相撲エリートとしての実績や恵まれた体躯、優れた身体能力から、入門時より将来の角界を担う力士として期待された。木村山とは十両昇進後も設備上の理由で同じ個室で生活していた時期があり、木村山が結婚して夫人とともにマンション暮らしをするようになるまで相部屋生活は続いた。
2006年3月場所に初土俵を踏んで以降、全ての場所で5勝以上を挙げるなどハイペースで番付を上げた。
2007年11月場所では東幕下筆頭で勝ち越しを決め、初土俵から所要11場所で十両昇進。ジョージア出身力士では黒海以来2人目の関取となった。
新十両で迎えた2008年1月場所では、いきなり12勝3敗の成績を収め新十両で優勝。翌3月場所でも9勝6敗の成績を残し、十両を2場所で通過。翌5月場所で初土俵から13場所と史上10位タイのスピード記録で新入幕を果たした。なお、十両昇進時点では現役終盤の180kg台の巨体とは似ても似つかない、150kg足らずのそっぷであった。
新入幕となった5月場所は7勝8敗と自身初の負け越しを喫したが、以降は順調に出世し、西前頭8枚目で迎えた2009年11月場所には12勝3敗の成績を挙げ、初の三賞となる敢闘賞を受賞した。この時は新小結の可能性もあったが、翌場所は西前頭筆頭に据え置かれた。入幕からしばらく勢いが衰えたことに関しては本人が後に「あのとき、もっと真面目にやっていれば、もうちょっと上に行けたかもしれない（笑い）。分からないけどね。若かったから遊びたい気持ちも大きかったんじゃないですか」と振り返っている。しかし幕内上位ではいずれも10敗以上を喫するなど上位の壁は越えられないでいた。
4度目の上位挑戦となった2010年5月場所では、初日こそ把瑠都に敗れたものの翌日以降4大関（日馬富士・琴欧洲・琴光喜・魁皇）を次々になぎ倒し、順調な滑り出しをしたが、その後は失速し千秋楽に8勝7敗とぎりぎり勝ち越した。それでも4大関撃破の星が認められて2回目の敢闘賞を受賞した。この活躍を受けて翌7月場所では新三役（西小結）に昇進したものの、琴欧洲を除く横綱・大関陣に全て敗れるなど上位の壁に阻まれ6勝9敗で負け越した。
西前頭6枚目で迎えた5月技量審査場所は序盤から好調で、千秋楽まで優勝争いトップの白鵬を追って白星を重ねていった。千秋楽に日馬富士に破れて12勝3敗となり優勝は逃したが、自身3度目の敢闘賞を受賞した。7月場所は3度目となる西小結に番付を戻したが、6勝9敗と負け越した。10月18日、同月14日に門限や服装規定を破った栃ノ心ら弟子3人が師匠である春日野親方に腹や背中を素手やゴルフクラブのアイアンで殴られるなどした暴行容疑が浮上し、師匠と栃ノ心らは警視庁本所警察署で事情聴取を受けた。栃ノ心は14日に暴行を受けてから部屋を出て行き16日まで部屋に戻らなかったが、その後春日野親方に土下座して謝罪し自分の非を認め、被害届を提出しない意向である。「自分が悪いことをした。これからはこういうことがないように頑張る」とコメントした。関係者によると、栃ノ心は門限破りと服装違反の常習犯であり、当面は土俵内での申し合いと外出が禁止され、事実上謹慎状態にあり、栃ノ心は「（申し合い）稽古はしたいけど仕方ない」と反省している。ちなみに、同月5日に開かれた研修会で集まった力士に対し、放駒理事長は外出時の服装など日常の行動について注意した直後の出来事だった。師匠は「関取たる者、相撲だけじゃなく、態度や言動も伴っていないといけない。栃ノ心は、もうちょっと『心』をしっかりしてほしい」と語った。27日、師匠は九州場所入りしても反省の色が見えない限り、当面は土俵内の稽古を禁止すると記者に答えた。「反省か何かがないと。嫌なら辞めてもらうしかない」とも語っている。後年、自身が大関に昇進して以降の報道では「キレてもおかしくない一件でしたが、栃ノ心は『親方は自分のことを本気で考えてくれ、本気で怒ってくれた』 と感銘を受け、信頼するように。『稽古は嫌いじゃない』と語っているように、このときから稽古量もよりいっそう多くなっていった」とされている。その後謹慎は解かれたが、土俵上では精彩を欠く相撲内容がしばらく続き、相変わらず上位の壁は打ち破れないでいた。
2013年7月場所は5日目の德勝龍戦（栃ノ心が勝利）で右膝前十字靱帯断裂、右膝内側側副靱帯断裂の大怪我を負い、6日目から休場した。その後も回復が遅れて、9月場所初日の前に『右膝前十字靱帯断裂及び右膝内側側副靱帯断裂で更に安静2ヶ月が必要』という診断書を日本相撲協会に提出して休場することになった。11月場所は西十両14枚目の地位まで下がったが、10月10日付で日本相撲協会に「右膝前十字靱帯損傷、右膝内側側副靱帯損傷で、12月末までの安静加療を要す見込み」との診断書を提出した。

### 故障からの復活
2014年1月場所を以って35場所維持した関取の座から幕下へ陥落した。1月場所を目前にした栃ノ心はぶつかり稽古を再開し、医者からのゴーサインも得たが、師匠から時期尚早との判断を下され、結局1月場所も全休した。後に栃ノ心は、「1か月準備して30秒で話が終わった。でも、あの時無理に出ていたら、もう相撲をやめていたよ。しっかり治せた。師匠が見ていてくれた」と述懐している。休場中は引退も考えていたが、春日野から「まさかやめること考えているんじゃないだろうな。バカじゃないか。あと10年相撲を取らないとダメなんだよ」とハッパを掛けられ続投を選ぶ。2ヶ月の入院で体重は177kgまで増えてしまい、さらに退院して部屋に戻るとちゃんこがおいしくて食べ過ぎてしまったので前年11月場所からダイエットに取り組み、体重が減るまでキャベツの千切りとレタスとリンゴだけしか食べなかった。復帰に向けた稽古については、朝、四股やスクワットで汗をかき、午後はすぐ近くの海に行って砂浜を歩き回った。退院前より27kg落ちた体重を徐々に稽古をやりながら、160kg台にまで仕上げた。手術、リハビリを経て半年ぶりに稽古場に立った際には部屋の三段目力士にも勝てなくなっており、悲しくて涙が止まらなかったが、前述のように師匠に叱咤されて奮起した。3月場所は西幕下55枚目まで番付を落としてしまったが、4場所ぶりに土俵に復帰して7戦全勝で復活の優勝を決めた。続く5月場所も西幕下6枚目で7戦全勝の連続優勝となり、7月場所で十両に復帰した。
この7月場所千秋楽に1敗でトップに立つ逸ノ城に黒星を付け、さらに13勝2敗同士で行う優勝決定戦で逸ノ城と再度対戦し、これにも勝利して見事十両優勝を果たす。直後のインタビューでは本割と決定戦の2番をこなしても右膝に痛みが現れないと復調を主張し、さらに「やめなくて良かった。次は幕内に戻るように頑張る」と語った。続く9月場所は西十両5枚目の地位で大相撲史上5人目となる15戦全勝での十両優勝を果たした。幕下から4場所連続優勝で再入幕を果たした11月場所は11勝4敗と好成績を残し、この場所では自身4度目となる敢闘賞を受賞。
2015年1月場所は自己最高位に近い西前頭筆頭まで番付を戻すも場所直前に部屋内でインフルエンザが流行したこと（後述）もあって振るわず、12日目には負け越しが確定し、場所を6勝9敗で終えたが、5日目に大関・豪栄道を破った。なお、大関戦での白星は、2013年3月場所4日目の琴欧洲戦以来。翌3月場所は、8日目に横綱・日馬富士を破り自身初の金星獲得。12日目には大関・稀勢の里を破った。千秋楽に同郷の臥牙丸を破り、勝ち越しが決定。5月場所では西前頭筆頭で9勝6敗の成績を挙げたが、翌7月場所で三役から陥落する力士が1人も居らず、東筆頭の宝富士（こちらも9勝6敗）は小結に昇進したが栃ノ心は東前頭筆頭止まりで、三役に復帰できなかった。西筆頭で9勝を挙げながら三役に上がれなかったのは41年ぶり史上3例目だったが、その7月場所も8勝7敗の勝ち越しで終えると、翌9月場所で5度目の小結昇進を果たした。幕下55枚目まで陥落した後の三役復帰は、低地位からのカムバック記録としては戦後1位であり、また、5度目にして初の東となった（過去4場所は全て西）。その場所は10勝5敗と三役では初となる勝ち越しを果たし、敢闘賞を受賞した。しかし両関脇も勝ち越したため新関脇昇進とはならず、翌11月も東小結に据え置かれた。この場所は7勝8敗と負け越した。
2016年1月場所も連続で負け越し、三役から落ちた3月場所も負け越した。西前頭4枚目とした5月場所は10勝を挙げ、右四つの形と場所中に決めた吊り出しが評価されて自身初の技能賞を受賞。翌7月場所は一気に西関脇に昇進した。これにより、「新小結を経験した力士が一旦幕下まで落ち、その後新関脇になったのは昭和以降では初めて」という記録を作った。この場所と次場所は負け越してしまうも11月場所ではこの年、年間最多勝の稀勢の里を9月場所に続いて倒す活躍を見せ10勝をあげた。
2017年1月場所は西小結で場所に挑むが初日から連敗。さらに5日目の正代戦で右膝外側半月板損傷の怪我をしてそのまま休場となった。6日目の髙安戦は不戦敗。一気に東前頭10枚目まで番付を下げた3月場所も膝の状態が芳しくなく序盤から苦しい相撲が続いた。4勝7敗と後がない状態から3連勝して千秋楽に望みを繋いだが、遠藤に敗れて7勝8敗だった。5月場所は先場所負け越しながら番付が据え置きという珍しい形で先場所に続いて東の10枚目で迎えた。この場所は痛めた膝の状態が大分よくなり、中盤に5連勝をするなど好調だった。12日目までに3敗していたため優勝争いに名前が出ることはなかったが、終わってみれば12勝3敗で照ノ富士と並んで幕内で2番目の好成績だった。しかし上位での実績があることや他に好成績の力士が多かったこともあり、三賞の候補にも上がらなかった。大関経験のない平幕力士が12勝を挙げながら三賞を受賞できなかったのは大相撲野球賭博問題による謹慎で十両に陥落し、この場所再入幕だった2010年11月場所の豪栄道以来、これを除けば1962年11月場所の大豪以来となる。7月場所は東前頭2枚目の地位で土俵に上がり、この場所はそれまで全敗であった稀勢の里から金星を奪う活躍を見せた。「右四つになりたかったけど、前（まわし）のすごくいいところを取れたからね。頭をつけたのたまたまだけど」と取り口を説明する声も弾み、さらに「懸賞が31本? こんなに初めてだよ。付け人にわけてあげないと」と喜びを見せた。この場所は9勝6敗の勝ち越し。7月場所は三役以上から平幕に落ちる星の力士が琴奨菊1人しかいなかったため、9月場所はわずか1枚上昇の東前頭筆頭止まり。9月場所は膝の状態が思わしくなく、初日から5連敗を喫するなど10日目の時点で僅か1勝しか出来なかった。終盤戦は下位の力士との取組が増えたことでやや星を伸ばしたが4勝11敗と大きく負け越した。11月場所は14日目に勝ち越しを決めた。

### 初優勝から大関へ
2018年1月場所は初日から連勝し、4日目に大関の高安、5日目に同じく大関の豪栄道に勝利し好調な幕開けとなった。7日目に横綱で全勝同士の鶴竜に敗れるものの、8日目の嘉風戦は難なく勝利し、9日目に1敗同士の関脇・御嶽海戦でも持ち味の力で圧倒した。13日目に自分より38kg重い逸ノ城を右の相四つで下すなど力相撲が冴え渡り、14日目には自身と同じ2006年3月場所初土俵の松鳳山を下し、この時点で春日野部屋では1972年（昭和47年）1月場所の初代栃東以来46年ぶり、平幕力士としては2012年5月場所の旭天鵬以来6年ぶりとなる幕内最高優勝を決めた。千秋楽も遠藤に勝利し、最終的に鶴竜以外全勝の14勝1敗として、初の殊勲賞、2度目の技能賞受賞が決まった。三賞ダブル受賞は2015年9月場所で殊勲賞、技能賞の嘉風以来。3横綱の内2人が休場し、平幕が優勝を果たした例は、戦後15日制下ではこれが3例目であり平成としては最後の平幕優勝となった。躍進の背景には、生まれたばかりの長女に自分の強いところを見せたいという気持ちがあった。この優勝により、部屋の特等床山の床松が1年半後の定年を迎えるまでの間に、床松に部屋の幕内優勝力士の髷を結わせてあげることが実現した。ちなみに、優勝パレードの旗手は同部屋でブルガリア出身、十両の碧山だった。さらなる躍進を妨げないために、場所後1滴も酒を飲まなかった。2月11日の第42回大相撲トーナメントでも初優勝を決めている。14日、東京都千代田区の日本記者クラブで会見し、そこでジョージアのギオルギ・マルグヴェラシヴィリ大統領から日本の国民栄誉賞に相当する勲章を授与された。自身の活躍によりジョージアでの相撲人気が高まっている中、栃ノ心は「向こうに一つでもちゃんとした土俵をつくりたい。そこで、欧州大会や世界大会がやれたらうれしい」と希望した。2018年2月11日の第42回日本大相撲トーナメントでは、この時点で本場所では25戦全敗と苦手としている白鵬を右四つがっぷりからの寄り切りで下した。3月場所は西関脇に昇進。30歳4ヶ月での関脇昇進はこの時点で外国出身力士の高齢三役昇進記録第5位。高齢関脇昇進記録としては第3位。その3月場所では場所前に左足付け根を痛めるアクシデントがあり、1月場所の好調が影を潜める苦闘の相撲であったが千秋楽に逸ノ城を下して10勝目を挙げた。5月場所は最高位となる東関脇に昇進。初日から12連勝と好調の波に乗り、また12日目に本場所で初めて苦手の白鵬から26戦目にして本割で初めての勝ち星を挙げた。13日目の正代、14日目の鶴竜と連敗を喫して2度目の優勝を逃したが、千秋楽は勢に勝って13勝2敗とした。この結果、日本相撲協会審判部が栃ノ心の大関昇進を協会理事会に諮問するよう要請することとなった。そして5月30日に日本相撲協会理事会及び7月場所番付編成会議により栃ノ心の大関昇進が正式に決定、直ちに春日野部屋に昇進伝達の使者が派遣され、栃ノ心は「親方の教えを守り、力士の手本となるように稽古に精進」と口上を述べ、これにより栃ノ心は春日野部屋所属力士としては1962年5月場所後の栃ノ海（後に第49代横綱）・栃光の同時昇進以来の大関昇進となり、また琴欧洲（ブルガリア）、把瑠都（エストニア）に続く3人目のヨーロッパ出身者の大関誕生となった。白人としても大関昇進は史上3例目。三役経験者が幕下陥落後に大関昇進を果たしたのは、昭和以降では琴風と栃ノ心だけであり、その尾車親方は「立派なものだ。けがをして半年間や1年間土俵に立つことができない力士にも、『栃ノ心を見てみろ』と言ってあげることができる。勇気を与える」と手放しで褒め称えた。

### 大関5場所で陥落・1場所で大関特例復帰も2場所で再陥落
新大関で迎えた2018年7月場所、初日から5連勝と好調だったが6日目に玉鷲に敗れた際に右足親指を痛め7日目から休場。新大関の休場は2000年5月場所の武双山以来でこの場所は、稀勢の里も初日から、白鵬は4日目から、鶴竜は6日目からと3横綱が全員休場しており、さらに栃ノ心の休場で3横綱1大関が休場となった。これは1999年3月場所以来（横綱・曙、貴乃花、若乃花、大関・千代大海）の緊急事態となった。17日に再出場しないことを発表し新大関で負け越し、9月場所はいきなりのかど番になる。9月場所前の8月29日に稽古を再開し、幕下と三段目の力士計4人と26番。土俵を割る場面もあり、「体が相撲の感覚を忘れている」と話した。30日に関取衆との申し合いを再開し、出稽古に来た御嶽海らに10勝6敗だったが立ち合いで腰高になることが多く、得意の右四つになるまで苦労し、「駄目だね。気持ち良くない。思い切り相撲が取れない。当たれない」と本人は不満の様子だった。9月1日、都内のホテルで大関昇進披露パーティーが行われた。母国の先輩力士である黒海、ジョージア駐日大使のレヴァン・ツィンツァゼ、小川直也も参加し、小川直也は壇上で栃ノ心を祝福していた。9月場所は右足親指の状態が思わしくなく10日目を終えて6勝4敗と微妙な成績。しかし、14日目になんとか勝ち越して角番を脱出。千秋楽も同じ大関の高安を送り出しで勝利し、初の角番の場所を9勝6敗で終えた。
2019年1月場所は初日から4連敗し、5日目から途中休場。3月場所を自身2度目の角番で迎えることとなったが、稽古場での取組の再開日は大阪入り後の2月27日であった。続く3月場所は9日目まで6勝3敗であったが、横綱・大関戦4連敗し、7敗と関脇陥落まで後のない状況になる。14日目には玉鷲を破り、角番脱出に望みをつないだ。しかし、千秋楽、大関昇進をかける貴景勝に敗れ8敗目、次場所での関脇陥落が決定してしまった。大関在位5場所での陥落は、御嶽海の在位4場所に次ぎ、大受と並ぶ歴代2位タイ（前述の武双山は一度目の大関昇進後に2場所で関脇に陥落しているが、直後の2000年9月場所を10勝5敗と勝ち越して復帰しているため含めていない）。在位5場所において、一度も正東大関の地位に就かなかった。また、角番の場所で負け越しても、次の場所の番付発表までは大関として扱われるため、正式な大関陥落は次の場所の番付発表の日である。なお場所後に貴景勝が逆に3月27日付で正式に大関に昇進したため、5月場所の番付は3大関で番付上の大関の人数としては変わらないが、貴景勝の大関昇進から5月場所の番付発表までの期間は4大関となる。4月4日の春巡業豊岡場所では一門の小結・御嶽海、幕内・朝乃山を指名し、11番取って10勝と大関復帰に向けて好調をアピール。4月14日の春巡業常陸大宮場所では幕内の大翔鵬、阿武咲らを指名し、16番取って14勝2敗とここでも好調を示した。5月8日、うっ血した右ひざを改善するために、ヒルに血を吸わせる治療法を開始したことを明かした。ちなみに治療に使用したヒルはイタリア産である。同日の出羽海部屋での出稽古では御嶽海、同部屋の碧山、栃煌山と相撲を13番取って8勝5敗。大関復帰を懸ける5月場所は7日目に勝って自身初の自力勝利のみによる7連勝を記録。8日目に遠藤に上手出し投げで敗れ中日勝ち越しはならなかったが、9日目の貴景勝戦では不戦勝を得て9日目に勝ち越しを決めた。13日目の朝乃山戦では土俵際の際どい勝負を制して10勝目を挙げたかに思われたがこれに物言いがつき長い協議の末に敗れる。しかし14日目の鶴竜戦で注文相撲を仕掛けて10勝目をあげ、大関特例復帰を決めた。現行制度による大関特例復帰は、2005年3月場所の栃東以来5人目・6例目であり、外国人力士の大関特例復帰は史上初である。しかし大関復帰の7月場所は初日から5連敗し、6日目に「左肩腱板断裂、左肩棘下筋筋断裂、右膝前十字靱帯再建後再断裂、右膝半月板損傷、右変形性膝関節症で約1カ月の加療を要する」との診断書を提出して途中休場。9月場所は3度目の角番となる。
9月場所は、初日から2連敗し3日目に勝利するも4日目は阿炎のまげを掴み反則負け。5日目に勝つも6日目からまた2連敗。しかし8日目から3連勝し星を五分にする。11日目から貴景勝と御嶽海に連敗しもう1敗もできない立場に置かれる。13日目の竜電戦に勝つも14日目の妙義龍戦に敗れ、2回目の大関陥落が決定した。2回目の大関陥落となったが、この場所で一門の御嶽海が2度目の幕内最高優勝を達成しており、千秋楽の支度部屋では普段から御嶽海を稽古付けている身として大関陥落の悔しさを忘れて御嶽海を称えている様子であった。

### 2度目の大関陥落～引退へ
11月場所では、栃東以来史上2人目となる大関再復帰を目指す。場所前の11月2日、部屋の碧山らと相撲を14番取り10勝4敗と順調な仕上がりをアピールし、体重も10㎏減量した170㎏に仕上げた。しかし11月場所は1勝2敗で迎えた4日目の宝富士戦で勝利したものの右脇腹付近を痛め、5日目から休場することとなった。相撲協会に「右肋軟骨骨折で3週間の安静加療を要する」との診断書が提出され、師匠の春日野は「1週間やそこらで治る感じではない」と述べている。これにより2度目の大関特例復帰は叶わなくなり、結局大関在位は増位山（二代目）（大関の地位で引退）、朝乃山（場所中の不祥事により6場所連続出場停止で関脇陥落）と並んで、ワースト3位タイとなる7場所に終わった。大関在位中に二桁勝利は1度もあげることは出来ず、正大関になることもなかった。
場所後の27日、12月1日から開始される冬巡業を初日から休場することが相撲協会から発表された。
新型コロナウイルスの影響で中止になった5月場所の次に行われた7月場所では1年ぶりに勝ち越し、10勝5敗で終えた。
11月場所は協会に「急性腰痛症により約2週間の治療を要する」との診断書を提出して初日から休場。師匠の春日野によると、13日の朝稽古後に痛みを訴えたという。春日野は「（状態が）良くなったら出るつもり」と、回復次第では再出場させる意向を示した。再出場しなければ翌2022年1月場所は、2014年9月場所以来約7年ぶりとなる十両陥落が確定する。5日目から再出場。この場所は6勝を挙げたため、翌2022年1月場所は西前頭15枚目と幕内残留を果たした。この場所初日の剣翔戦の後に「できるだけ長く相撲をとれるよう、精いっぱいやりたいですね」と2022年の目標を語った。この場所は7勝8敗の負け越しに終わったが千秋楽終了時点で幕内残留は決定的となった。
2月4日、協会は栃ノ心が新型コロナウイルスに感染したと発表。
3月場所は名目上番付据え置きとなった（大関が1人増えているので、実質半枚降下）。この場所は11日目に勝ち越しを決めるなど好調であったが、残りの4日間で失速して終わってみれば9勝6敗の平凡な勝ち越しであった。
西前頭11枚目で迎えた2023年1月場所の4日目、琴勝峰戦の取組中に左肩を痛め、「左肩関節脱臼で2週間の休養を要する見込み」と診断され、5日目から休場。千秋楽まで休場したため、2014年11月場所以来49場所連続で守り抜いた幕内の地位から陥落することが決定的となった。
3月場所で西十両2枚目となり、2022年1月場所の朝乃山以来史上7人目の元大関の十両陥落となった。（関取在位後に4階級以上陥落した力士一覧も参照）3月場所も左肩の状態が思わしくなく、10日目の欧勝馬戦では前廻しを掴まれ苦悶の表情を浮かべ、右手で左肩を押さえながら自ら土俵を割った。結局この場所は5勝10敗の大敗。左肩は休場が相当な状態だが、幕下陥落のスピードを落とすために強行出場したものと見られる。また週刊誌報道によると、父親のために母国・ジョージアでワインを生産するブドウ農場を作ろうとしているという話もあり、その設立資金のために無理に土俵に上がっているという。
5月場所は番付運に助けられ、2枚半下降に留まる東十両5枚目の地位を与えられた。その5月場所は、序盤から左腕に思うように力が入らず、生命線の左上手を引けずに初日から5連敗で未勝利のまま序盤戦を終え、「ダメだった。残念ながら。相撲になっていない。場所前は、こんな結果になるとは思わなかった」と話した。そして6日目に現役引退を決意し、日本相撲協会に引退届を提出した後に国技館にて引退記者会見を執り行った。会見では「1月場所でケガして、そこから自分の相撲が取れなくなった。今場所も乗り越えられると信じていたけど、自分の相撲を取れず、力も出なくなった。相撲を取るのが怖くなりました」と語り、会見に同席した春日野も「どういう角度でまわしを取って、どういう角度で引きつけたら、まだいけるのか確かめようと、やらせましたけど、どういう格好になっても痛いということだった」とケガの状態を説明した。思い出の取組として2018年1月場所14日目、同期入門の松鳳山に勝って初優勝を決めた1番を挙げた。一番負けたくなかった相手には玉鷲を挙げ「いつもいい相撲を取れた」と懐かしそうに笑顔を浮かべた。春日野は「私が育てたなかでは一番強かった」と評価。続けて「意外と打たれ弱い面もあったが言えば響くタイプだったし、（指導は）やりやすかった」と振り返った。栃ノ心は日本国籍を取得していない為、引退後は日本相撲協会を退職することとなるが引退時点では未定。師匠の春日野は「引退相撲（断髪式）までは春日野部屋に残ってもらいます」としている。栃ノ心本人は「協会には残らないですけど、日本は好きですし、日本に住みたいなと思います。（出身の）ジョージアと日本を、行ったり来たりできたらいいなと思います」との意向を語っている。八角理事長は「照ノ富士もそうだけど、幕下まで落ちて（幕内に）戻ってきてから、よく大関に上がった。ケガが多かったけどよく我慢した」と褒め「肩の脱臼が影響したけど、それでもまた（春場所に）出てきた。普通の力士では、あり得ない、痛みに強い力士で、稽古もよくした」と、ねぎらいの言葉を続けた。また栃ノ心の引退によって朝青龍と幕内で対戦経験のある力士は全員が土俵を去った。なお、大関経験者で幕内勝率が5割を切っているのは、明治以降増位山太志郎以来2人目。

### 引退後
2023年6月19日の取材によると、友人と東京都内で「ロイヤルジョージア」という名称の貿易会社を立ち上げ、同時点では自身は平社員としてその会社に勤務している模様。日本に住み、ジョージアにはたまに帰る程度とする意向を示している。体重は引退時点より30kg減少している。仕事で忙しくない時期には週5回、師範代のように部屋の力士に胸を出している。11月には神奈川県内で日本ソムリエ協会の「名誉ソムリエ」就任式に出席した。
2024年2月4日に両国国技館で引退相撲が開催され、高須克弥や元朝青龍ら約300人がはさみを入れ、止め鋏は師匠の春日野が入れた。
同年3月29日、芸能事務所SUMOエージェンシーと契約を結び、力士タレントとしても活動していくことが分かった。
4月2日に公開された貴闘力のYouTubeチャンネルの動画では、日本国籍取得が間に合わず幕下に陥落する恐れがあったため、本当は協会に残る意欲はあったが引退して協会を去ったと明かした。
9月1日、駐日ジョージア大使館ジョージア文化・スポーツアドバイザーに就任。

## 素質・取り口
非常に力が強く足腰も強い。握力は左右ともに90kgを超える。右四つの相撲が得意で左上手を取ると力を発揮する。万全な状態であれば、右四つ左上手がっぷりとなると横綱クラスをも寄り切る程の地力がある。その状態から豪快な吊り出しを見せることがあり、土俵際でのうっちゃりも足腰の強さゆえによく決まる。極めて稀に内無双などの特殊技を使用することもある（2015年1月場所11日目において、逸ノ城に対して使用）。2013年に負った大怪我からの関取復帰以降は体格が向上したため、元々部屋が突き押しの指導を徹底することもあって、最低限突き押しは実戦においてもこなせるようになった。
決まり手は主に寄り切りが多いが、投げ技も力強く地力のある相撲を身につけてきている。調子の良い時は立ち遅れて攻め込まれても上手投げや叩き込みで逆転勝ちを収める。2013年7月場所に負った大怪我から復帰して以降はそれ以前より強くなったと評される事が多く、2014年11月場所前の座談会では元文化放送アナウンサーの坂信一郎が「廻しの取り方も下から取るようになった」と差し身が向上した様子を述べていた。同じ座談会では元テレビ朝日アナウンサーの銅谷志朗が「十両であっても左上手を取ったら、絶対取りこぼしが無かった」と安定感の向上を評価していた。しかし2016年から2017年頃には親方衆が異口同音に「力任せ」「相撲が雑」と指摘していた。
合い口を見ると、関脇以下でも玉乃島や朝赤龍といった一世代上の左四つ力士に対して不利であり、同じ左四つなら宝富士とも合い口はあまり良くない。大関以上には左四つの名手が多いため、それらの力士にも苦労している。相撲が遅いのも難点であり、2017年7月場所などは20秒以上所要した相撲が15番中6番、1分以上所要した相撲が15番中2番であった。とはいえ型にはまったときには得意の右四つの相撲が冴え渡り、自然と身体が付いてくる。また、立ち合いを工夫して立つことも増えており、時折諸手気味に立つこともある。2018年1月場所は4日目の高安戦で右のかかとが土俵外に突きそうなところで残したり、13日目の逸ノ城戦ではやくみつるからも「頭を付けたり、胸を合わせるのを避けたりするのでは?」と思われたところがっぷりになったりと、力相撲や腰の強さが最大限発揮された。
2018年1月場所後の武蔵川のコラムでは、自分の型があるからこそ優勝までたどり着けたのだと評価され、今後については突っ張りや押しを覚えて相撲の幅を広げるべきだと助言されている。初優勝した時点では自分でも突っ張りや右からのおっつけがある程度できるようになっている。
大関陥落場所である2019年5月場所も怪力は健在で、初日の千代大龍戦では198kgの巨体を2回吊り上げ、寄り切りで勝利している。
翌二日目の大栄翔戦も、万全に組み止め、吊り出しで勝利した。
30代に入ると経験値と勘を活かした相撲が目立ち、2020年9月場所中日の貴景勝戦で叩き込みによって白星を収めた際は花田虎上が「巧いですよね。やっぱり経験ですよね。相手の心理を読んでどういう相撲を取っていくか。悔しいですよね」と貴景勝の心中を察しつつ栃ノ心を評価していた。一方、7代高砂はこの場所の相撲振りを見て安易な変化の多用に苦言を呈していた。

## 略歴
- 2006年3月場所 - 初土俵
- 2006年7月場所 - 序二段昇進
- 2006年11月場所 - 三段目昇進
- 2007年1月場所 - 幕下昇進
- 2008年1月場所 - 十両昇進、十両初優勝
- 2008年5月場所 - 新入幕
- 2009年11月場所 - 初三賞
- 2010年7月場所 - 新三役、新小結
- 2013年9月場所 - 十両陥落
- 2014年1月場所 - 幕下陥落
- 2014年3月場所 - 幕下優勝
- 2014年5月場所 - 幕下優勝（2回目、連覇）
- 2014年7月場所 - 返り十両、十両優勝（2回目）
- 2014年9月場所 - 十両優勝（3回目、全勝）（幕下から4連続優勝）
- 2014年11月場所 - 返り入幕
- 2015年3月場所 - 初金星
- 2016年7月場所 - 新関脇
- 2018年1月場所 - 幕内初優勝
- 2018年2月 - 第42回大相撲トーナメント初優勝
- 2018年7月場所 - 新大関
- 2019年5月場所 - 大関から関脇に陥落
- 2019年7月場所 - 大関復帰
- 2019年11月場所 - 大関から関脇に再陥落
- 2023年3月場所 - 十両陥落
- 2023年5月場所 - 引退

## エピソード

### 四股名
- 四股名「栃ノ心」は「日本人の心を持って相撲に打ち込んでほしい」という師匠の願いが込められたものである[98]。本人も「何から何まで自分との闘いだから自分に勝たないとダメ。だから『心技体』で一番必要なのは『心』だと思う。しこ名に『心』が入っているのもあるし（笑い）」と、2023年7月場所に豊昇龍、大栄翔、若元春の3関脇が大関取りを迎える中での大関経験者へのインタビュー企画で答えていた[99]。2024年4月9日公開分の貴闘力の公式YouTubeチャンネルの動画でも「(ゴルフクラブで殴って窘めてもらったことを含め)日本の心は春日野親方に教えてもらった」という内容の話をしている[100]。

### 取組関連
- 2015年1月場所11日目の逸ノ城戦で激しい投げ技の掛け合いの中、自身もあまり稽古しない内無双を初めて決めて勝った。

### その他相撲関連
- 2011年1月場所を終えて取組用の締め込みを新調した際、初めにピンク系統の派手なものを選んだが春日野に反対され、結果として濃紺の締め込みに決めた。本人は「一番新しそうだったから」と理由を語ったが、実は春日野が現役時代に締め込んでいたものであった。この新しい廻しは締め心地が良かったようであり、次の5月技量審査場所では12勝3敗（次点）の好成績を収めた上で敢闘賞を獲得した[101][102]。その後2016年1月場所から銀鼠色の廻しに変更する際も新たに師匠から借り受けた[103]。
- 2015年1月場所直前、大相撲の春日野部屋がインフルエンザ禍に悩まされた。1月3日に出羽海部屋で行われた出羽海一門の連合稽古では、自身と栃飛龍がインフルエンザで欠席した。当日の稽古で大関・豪栄道と力勝負を演じた関脇碧山も「5人くらいインフルエンザがいる。自分ものどが痛い。風邪をひいているので病院に行きます」と、鼻声で稽古場を後にしていた[31]。場所中には2日目から4日目にかけて千代鳳がインフルエンザで休場し、陣幕審判委員も5日目から8日目まで同病で休場するなど、高砂一門でもインフルエンザ禍が確認された[104][105]。
- 2016年の夏巡業では、雪駄は鼻緒がゴム製で太いため踵が痛くなるという理由で履いておらず、草履を履いていると話した[106]。
- 近年、締め込みを銀鼠色に変更した。これは師匠の春日野が、1990年5月場所から短期間用いたものを譲り受けたものである[107]。
- 引退直後の2023年5月場所9日目にNHK大相撲中継のゲストとして出演した際は中継の最後に解説者の舞の海から「好きな日本語の言葉は」と問われると、努力や精進ではなく「じゃあね」と答えて周囲を和ませた[108]。

### 交友関係
- 13代清見潟は栃ノ心より約1年早く入門した兄弟子。引退の際、栃ノ心の入門当時は言葉がわからなかったが「ニコニコして部屋の仕事も一緒にやっていました。人がいいからこそ、なじむのも早かった」と振り返る。新十両、新入幕ともに先んじたが、稽古場で常に切磋琢磨し、互いに出世した。「センスは抜群ですし、やればやっただけ、吸収して毎日強くなっていきました。栃ノ心の性格はやさしくて素直。そういうのも良かったと思います」と語る[109]。
- 入門時期の近い臥牙丸は部屋が近いこともあって親友同士。新弟子時代に日本にジョージア人自体が数十人程度しかおらず、番付が上がる前で携帯電話の所持も許されなかった状況にあって、臥牙丸と会えることは心の支えとなった。2人でコンビニに行って少ない金で何を買うか迷っていたのは当時の思い出である[110]。臥牙丸は栃ノ心の引退の際にそれについてTwitterに投稿し、2018年1月場所で優勝して賜杯を抱く栃ノ心と一緒に収まる写真とともに「本当にお疲れ様でした。感動をありがとう」と感謝の言葉を添えた[111]

### 出身国ジョージア
- 栃ノ心の出身国「Georgia」は、日本においては長らく「ジョージア」という英語での発音ではなく、ロシア語由来の「グルジア」という発音で呼ばれていたが、栃ノ心自身は来日当初よりジョージア出身と名乗り、缶コーヒーのジョージアを愛飲するなど、ジョージアの国名に愛着を持っている[112]。グルジアでは、2008年にロシアとの武力衝突が発生し、ロシアへの反発が高まり、国名を「ジョージア」とするよう各国に求めていた。2015年4月、日本では在外公館名称位置給与法が改正され、「グルジア」は「ジョージア」と呼ばれるようになった[113]。栃ノ心が缶コーヒーのジョージアを愛飲している縁で、自身の初優勝を機に2018年3月場所からジョージアの懸賞金が栃ノ心指定で1本設定されるようになった[114]。
- 2009年5月末、緊迫する対ロシア情勢の中で徴兵検査を受けるため、母国ジョージアに帰国（黒海、臥牙丸も同様）。1か月あまりの軍事訓練を受けて7月には日本に戻った。激しい訓練による減量が心配されたが、体重はむしろ増えており、太腿がたくましくなった。7月場所では勝ち越した[115][116][117]。
- ジョージアで歯科技工士の資格を取得している[118]。
- 東北地方太平洋沖地震が起きてから、ジョージアでは「日本はあと48時間で水没する」「放射能が飛び散れば全員が死ぬ」との誤報があり、母が泣きながら電話してきた。大使館から日本南部への避難を薦められているが、特に避難はしていない[119]。
- 2022年3月場所2日目（14日）の取組後に、ロシアによるウクライナ侵攻について「ウクライナはぼっろぼろにされた。子どもたちも死んでるし、本当に悲しいですよね。戦争って本当に最悪なんです」とコメントしている。2008年に母国のジョージアはロシアと南オセチア紛争になっており、「ジョージアとウクライナもすごく近いですからね。明日は何が起きるのかわかりませんね、はっきり言って。だから、早く戦争が終わればいいんですけどね……」と危機感をのぞかせた。ロシアにもウクライナにも友人がおり、「普通の人はやっぱり戦争はしたくないんですよね、どっちも」とやり切れない思いを語っている[120][121]。そのようなことから、2022年の大相撲の七夕企画では「世界平和」と祈願を行った[122]。
- 引退相撲の翌日に放送された世界まる見え!テレビ特捜部で、ジョージア担当エージェントとして髷を付けた状態で出演した[123]。

### 嗜好・趣味
- 協会公式プロフィールによると、好きなドラマは日本とドイツのもの。好きな食べ物は何でも[124]。
- 九州場所中は、魚、モツ、マヨネーズをかけた明太子に舌鼓を打つ。九州場所になると福岡の食べ物が旨すぎて太ってしまうようであり、2017年11月場所前は平常体重より約10kg重い182kgまで太ってしまったという[5]。
- 前述の通り魚が好物だが、魚に馴染めたことが保守本流の相撲部屋である春日野部屋に適応し、力士として大成した一因となっている。
  - 独身時代には部屋に住んでちゃんこも部屋で食べたが、ちゃんこ番が缶詰などの既製品の魚を使うと即座に見抜いて叱った。
- 酒豪として知られており、ある日境川部屋へ出稽古へ行ったときには境川から「飲んでるか」と突っ込まれてしまった[125]。実家がワイン農家であり、土地柄も手伝って13歳のころから本人も飲んでいたといい、これについて「近所の親たちや親せきがよく家に集まってお酒を飲むんだけど、そのときは子供たち同士も別の部屋で飲むのが普通なんです（笑）。自分のところで作ったワインを家で飲むのは別にいいんで」[9]と言っている。
- 2019年5月場所中の報道によると、東京場所では自炊して作り置きしたジョージア風の鍋を食べるといい、後援会から霜降り和牛を貰ったものを自分でステーキにして食べることもあるという[59]。

### プライベート
- 2015年、高校時代から交際していたジョージア人女性と結婚[126]。2017年11月、ジョージアで第1子（女児）が誕生している[127]。
- 2018年3月、自宅マンションで別の女性と同棲していると一部メディアで報道された[128]。その後、ジョージアに住む元妻と会えなくなり関係が悪化。2018年か2019年頃に離婚した。2023年秋にジョージアに帰国したが、元妻側に面会を拒否されており、新型コロナウイルス感染症の世界的流行の影響もあったため、2024年1月時点で第1子とは2回しか会っていない。
- 後に1歳年上の日本人の女性と再婚し、2023年4月に第2子（男児）が生まれている[129][130]。

## 主な成績
引退時点

### 通算成績
- 通算成績：681勝615敗106休（102場所）
- 通算勝率：.525
- 幕内成績：558勝573敗68休（80場所）
- 幕内勝率：.493
- 大関通算：35勝43敗27休（7場所）
- 大関勝率：.449（勝率はワースト2位）
- 大関在位：7場所（短命大関としては歴代3位タイ）
- 三役在位：12場所（関脇4場所、小結8場所）
- 幕内での最長連勝数：14連勝
- 十両での最長連勝数：19連勝
- 年間最多勝回数：1回
  - 2018年（59勝23敗8休）

### 各段在位場所数
引退時点
- 通算在位：102場所
  - 幕内在位：80場所
    - 大関在位：7場所（短命大関として、増位山・朝乃山と並んで歴代3位タイ（歴代2位は大受、1位は御嶽海）。）
    - 三役在位：12場所
      - 関脇在位：4場所
      - 小結在位：8場所

    - 平幕在位：60場所

  - 十両在位：8場所
  - 幕下在位：9場所
  - 三段目在位：1場所
  - 序二段在位：2場所
  - 序ノ口在位：1場所

### 各段優勝
- 幕内最高優勝：1回（2018年1月場所）
- 十両優勝：3回（2008年1月場所、2014年7月場所、2014年9月場所）
- 幕下優勝：2回（2014年3月場所、2014年5月場所）

### 三賞・金星
- 三賞：11回
  - 殊勲賞：2回（2018年1月場所、2018年3月場所）
  - 敢闘賞：6回（2009年11月場所、2010年5月場所、2011年5月技量審査場所、2014年11月場所、2015年9月場所、2018年5月場所）
  - 技能賞：3回（2016年5月場所、2018年1月場所、2018年5月場所）
- 金星：2個
  - 日馬富士1個（2015年3月場所）
  - 稀勢の里1個（2017年7月場所）

### 場所別成績
| | 一月場所 初場所（東京） | 三月場所 春場所（大阪） | 五月場所 夏場所（東京） | 七月場所 名古屋場所（愛知） | 九月場所 秋場所（東京） | 十一月場所 九州場所（福岡） |
| --- | ----------------------- | ----------------------- | ----------------------- | --------------------------- | ----------------------- | --------------------------- |
| 2006年 （平成18年） | x                       | （前相撲）              | 東序ノ口17枚目 5–2      | 東序二段95枚目 5–1–1        | 西序二段49枚目 7–0      | 西三段目49枚目 6–1          |
| 2007年 （平成19年） | 東幕下59枚目 5–2        | 西幕下41枚目 5–2        | 東幕下28枚目 5–2        | 西幕下18枚目 6–1            | 東幕下6枚目 5–2         | 東幕下筆頭 5–2              |
| 2008年 （平成20年） | 西十両12枚目 優勝 12–3  | 東十両4枚目 9–6         | 東前頭14枚目 7–8        | 西前頭14枚目 8–7            | 東前頭10枚目 8–7        | 西前頭4枚目 3–12            |
| 2009年 （平成21年） | 西前頭11枚目 8–7        | 西前頭10枚目 6–9        | 西前頭13枚目 9–6        | 西前頭5枚目 9–6             | 東前頭筆頭 4–11         | 西前頭8枚目 12–3 敢         |
| 2010年 （平成22年） | 西前頭筆頭 5–10         | 西前頭6枚目 9–6         | 西前頭2枚目 8–7 敢      | 西小結 6–9                  | 西前頭2枚目 9–6         | 西小結 6–9                  |
| 2011年 （平成23年） | 東前頭2枚目 4–11        | 八百長問題 により中止   | 西前頭6枚目 12–3 敢     | 西小結 6–9                  | 東前頭4枚目 8–7         | 東前頭2枚目 2–13            |
| 2012年 （平成24年） | 東前頭9枚目 10–5        | 西前頭3枚目 5–10        | 東前頭8枚目 9–6         | 東前頭4枚目 9–6             | 西小結 6–9              | 東前頭3枚目 5–10            |
| 2013年 （平成25年） | 東前頭6枚目 9–6         | 西前頭筆頭 7–8          | 西前頭2枚目 2–13        | 西前頭11枚目 3–3–9          | 西十両筆頭 休場 0–0–15  | 西十両14枚目 休場 0–0–15    |
| 2014年 （平成26年） | 西幕下15枚目 休場 0–0–7 | 西幕下55枚目 優勝 7–0   | 西幕下6枚目 優勝 7–0    | 東十両12枚目 優勝 13–2      | 西十両5枚目 優勝 15–0   | 東前頭8枚目 11–4 敢         |
| 2015年 （平成27年） | 西前頭筆頭 6–9          | 西前頭4枚目 8–7 ★       | 西前頭筆頭 9–6          | 東前頭筆頭 8–7              | 東小結 10–5 敢          | 東小結 7–8                  |
| 2016年 （平成28年） | 西小結 6–9              | 西前頭2枚目 6–9         | 西前頭4枚目 10–5 技     | 西関脇 6–9                  | 東前頭2枚目 5–10        | 西前頭6枚目 10–5            |
| 2017年 （平成29年） | 西小結 0–6–9            | 東前頭10枚目 7–8        | 東前頭10枚目 12–3       | 東前頭2枚目 9–6 ★           | 東前頭筆頭 4–11         | 西前頭6枚目 9–6             |
| 2018年 （平成30年） | 西前頭3枚目 14–1 殊技   | 西関脇 10–5 殊          | 東関脇 13–2 敢技        | 西大関2 5–2–8               | 西大関2 9–6             | 西大関2 8–7                 |
| 2019年 （平成31年 /令和元年） | 西大関2 0–5–10          | 東大関2 7–8             | 西関脇 10–5             | 西大関2 0–6–9               | 東大関2 6–9             | 西関脇 2–3–10               |
| 2020年 （令和2年） | 西前頭6枚目 5–10        | 西前頭9枚目 6–9         | 感染症拡大 により中止   | 西前頭11枚目 10–5           | 西前頭4枚目 6–9         | 東前頭7枚目 9–6             |
| 2021年 （令和3年） | 東前頭4枚目 4–11        | 東前頭7枚目 7–8         | 東前頭7枚目 5–10        | 東前頭12枚目 7–8            | 西前頭12枚目 7–8        | 西前頭13枚目 6–6–3          |
| 2022年 （令和4年） | 西前頭15枚目 7–8        | 西前頭15枚目 9–6        | 西前頭9枚目 8–7         | 東前頭8枚目 7–8             | 東前頭8枚目 7–8         | 西前頭8枚目 6–9             |
| 2023年 （令和5年） | 西前頭11枚目 2–3–10     | 西十両2枚目 5–10        | 東十両5枚目 引退 0–6–0  | x                           | x                       | x                           |
| 各欄の数字は、「勝ち-負け-休場」を示す。 優勝 引退 休場 十両 幕下 三賞：敢=敢闘賞、殊=殊勲賞、技=技能賞 その他：★=金星 番付階級：幕内 - 十両 - 幕下 - 三段目 - 序二段 - 序ノ口 幕内序列：横綱 - 大関 - 関脇 - 小結 - 前頭（「#数字」は各位内の序列） |                         |                         |                         |                             |                         |                             |

## 合い口
引退時点
（以下は最高位が横綱・大関の現役力士）
- 横綱・豊昇龍には1勝1敗。いずれも豊昇龍の大関昇進前の対戦である。大関同士での対戦はない。
- 大関・琴櫻には3勝3敗（不戦勝1含む）。いずれも琴櫻の大関昇進前の対戦である。大関同士での対戦はない。
- 元大関・髙安には9勝14敗（不戦敗1含む）。髙安の大関在位中は2勝6敗。大関同士の対戦は栃ノ心の1勝3敗。
- 元大関・朝乃山には2勝5敗。朝乃山の大関昇進後は栃ノ心の2敗である。大関同士での対戦はない。
- 元大関・正代には7勝11敗（不戦敗1含む）。2018年3月場所から同年11月場所まで5連敗（不戦敗1含む）を喫していた。正代の大関昇進後は1敗。大関同士の対戦はない。
- 元大関・御嶽海には8勝6敗。いずれも御嶽海の大関昇進前の対戦である。大関同士の対戦はない。
- 元大関・霧島には3勝5敗。いずれも霧島の大関昇進前の対戦である。大関同士の対戦はない。

（以下は最高位が横綱・大関の引退力士）
- 元横綱・朝青龍には2戦全敗だった。
- 元横綱・白鵬には1勝27敗。2018年5月場所、26度目の挑戦で初勝利。これが最初で最後の勝利となった。
- 元横綱・日馬富士には6勝23敗だった。日馬富士の大関昇進後から横綱昇進前までは4勝9敗。日馬富士の横綱昇進後は2勝13敗(不戦勝1を含む)。2009年9月場所、2度目で初勝利。最後に勝った2015年7月場所は不戦勝。
- 元横綱・稀勢の里には9勝17敗。稀勢の里の大関昇進後から横綱昇進前までは5勝10敗。稀勢の里の横綱昇進後は1勝1敗。最近では2017年7月場所で勝利。
- 元横綱・鶴竜には4勝23敗。鶴竜の大関昇進後から横綱昇進前までは4戦全敗。鶴竜の横綱昇進後は3勝11敗。両者最後の対戦は2019年5月場所で、立ち合い左に変化して叩き込みで勝利。またこの一勝で大関復帰を決めた。
- 元横綱・照ノ富士には2勝11敗。照ノ富士の横綱昇進後は対戦なし。
- 元大関・出島には4勝3敗だった。いずれも出島の大関陥落後の対戦である。
- 元大関・千代大海には1勝1敗だった。2009年9月場所、2度目で初勝利。
- 元大関・魁皇には2勝6敗だった。2010年5月場所、4度目で初勝利。最後に勝ったのは2010年9月場所だった。
- 元大関・雅山には5勝6敗だった。いずれも雅山の大関陥落後の対戦である。
- 元大関・琴欧洲には4勝12敗（不戦勝による1勝を含む）だった。2010年5月場所、4度目で初勝利。最後に勝ったのは2013年3月場所だった。
- 元大関・琴光喜には2勝2敗だった。2010年1月場所、3度目で初勝利。最後に勝ったのは2010年5月場所だった。
- 元大関・把瑠都には1勝12敗だった。把瑠都の大関昇進後から関脇に陥落する前までは1勝8敗。2011年5月場所、8度目で初勝利。
- 元大関・琴奨菊には11勝25敗だった。琴奨菊の大関在位中は15戦全敗。最近では2020年7月場所で勝利。大関同士の対戦はなし。
- 元大関・豪栄道には10勝19敗だった。豪栄道の大関在位中は7勝12敗。最近では2018年1月場所で勝利。大関同士の対戦は栃ノ心の3敗。
- 元大関・貴景勝には3勝9敗。(不戦勝1を含む)。貴景勝の大関在位中は2勝2敗。(不戦勝1を含む)。大関同士の対戦はない。

### 幕内対戦成績
| 力士名   | 勝数 | 負数 | 力士名   | 勝数 | 負数 | 力士名     | 勝数 | 負数  | 力士名   | 勝数 | 負数  |
| -------- | ---- | ---- | -------- | ---- | ---- | ---------- | ---- | ----- | -------- | ---- | ----- |
| 碧山     | 0    | 1    | 明瀬山   | 0    | 2    | 天空海     | 1    | 1     | 朝青龍   | 0    | 2     |
| 朝赤龍   | 3    | 5    | 朝乃山   | 2    | 5    | 東龍       | 1    | 0     | 熱海富士 | 1    | 0     |
| 阿炎     | 3    | 4(1) | 安美錦   | 10   | 10   | 荒鷲       | 3    | 2     | 阿覧     | 7    | 7     |
| 勢       | 9    | 4    | 石浦     | 5    | 3    | 逸ノ城     | 16   | 10    | 一山本   | 3    | 2     |
| 岩木山   | 3    | 2    | 宇良     | 1    | 3    | 遠藤       | 9(1) | 10    | 炎鵬     | 1    | 0     |
| 阿武咲   | 3    | 2    | 王鵬     | 0    | 1    | 大砂嵐     | 2    | 1     | 隠岐の海 | 13   | 11    |
| 魁皇     | 2    | 6    | 魁聖     | 14   | 12   | 臥牙丸     | 5    | 3     | 輝       | 9    | 2     |
| 垣添     | 6    | 5    | 鶴竜     | 4    | 23   | 春日王     | 2    | 0     | 稀勢の里 | 9    | 17    |
| 北太樹   | 4    | 3    | 皇風     | 1    | 0    | 旭秀鵬     | 1    | 1     | 旭天鵬   | 9    | 5     |
| 霧馬山   | 3    | 5    | 豪栄道   | 10   | 19   | 荒篤山     | 1    | 0     | 光龍     | 2    | 0     |
| 黒海     | 2    | 2    | 琴恵光   | 7    | 2    | 琴欧洲     | 4(1) | 12    | 琴春日   | 1    | 0     |
| 琴奨菊   | 11   | 25   | 琴勝峰   | 5    | 1    | 琴ノ若     | 3(1) | 3     | 琴光喜   | 2    | 2     |
| 琴勇輝   | 6    | 1    | 佐田の海 | 7    | 6    | 佐田の富士 | 3    | 2     | 志摩ノ海 | 2    | 1     |
| 霜鳳     | 2    | 0    | 常幸龍   | 2    | 0    | 正代       | 7    | 11(1) | 翔天狼   | 8    | 3(1)  |
| 松鳳山   | 15   | 7(1) | 蒼国来   | 4    | 1    | 大奄美     | 2    | 0     | 大栄翔   | 6    | 4(1)  |
| 大翔丸   | 4    | 0    | 大道     | 5    | 0    | 貴景勝     | 3(1) | 9     | 貴ノ岩   | 2    | 1     |
| 隆の勝   | 1    | 6    | 高見盛   | 1    | 4    | 髙安       | 9    | 14(1) | 宝富士   | 15   | 12(1) |
| 豪風     | 12   | 4    | 玉乃島   | 2    | 6    | 玉鷲       | 20   | 12    | 千代鳳   | 1    | 0     |
| 千代翔馬 | 4    | 5    | 千代大海 | 1    | 1    | 千代大龍   | 11   | 6     | 千代ノ皇 | 1    | 1     |
| 千代の国 | 8(1) | 4    | 千代白鵬 | 2    | 2    | 千代丸     | 6    | 3     | 剣翔     | 4    | 1     |
| 剣武     | 1    | 0    | 出島     | 4    | 3    | 照強       | 5    | 6     | 照ノ富士 | 2    | 11    |
| 天鎧鵬   | 1    | 1    | 時天空   | 5    | 7    | 徳勝龍     | 5    | 3     | 徳瀬川   | 1    | 1     |
| 土佐ノ海 | 3    | 1    | 土佐豊   | 3    | 0    | 翔猿       | 1    | 4     | 友風     | 1    | 0     |
| 豊桜     | 1    | 0    | 豊ノ島   | 8    | 8    | 豊響       | 10   | 5     | 鳰の湖   | 1    | 0     |
| 錦木     | 6    | 5    | 錦富士   | 1    | 2    | 白馬       | 5    | 1     | 白鵬     | 1    | 27    |
| 白露山   | 1    | 0    | 把瑠都   | 1    | 12   | 日馬富士   | 6(1) | 23    | 英乃海   | 1    | 1     |
| 平戸海   | 0    | 2    | 富士東   | 2    | 0    | 武州山     | 4    | 0     | 豊昇龍   | 1    | 1     |
| 豊真将   | 5    | 7    | 北勝力   | 1    | 3    | 北勝富士   | 6    | 7     | 誉富士   | 1    | 0     |
| 将司     | 1    | 2    | 舛ノ山   | 1    | 1    | 御嶽海     | 8    | 6     | 翠富士   | 1    | 2     |
| 雅山     | 5    | 6    | 妙義龍   | 15   | 18   | 明生       | 3    | 3     | 猛虎浪   | 2    | 0     |
| 山本山   | 0    | 3    | 豊山     | 6    | 2(1) | 芳東       | 2    | 0     | 嘉風     | 15   | 10    |
| 竜電     | 2    | 6    | 露鵬     | 0    | 1    | 若荒雄     | 2    | 3     | 若の里   | 5    | 1     |
| 若元春   | 3    | 1    |          |      |      |            |      |       |          |      |       |

## 改名歴
- 栃ノ心 剛（とちのしん つよし）2006年3月場所 - 2017年3月場所
- 栃ノ心 剛史（- つよし）2017年5月場所 - 2023年5月場所

## メディア出演

### 番組情報
- ジョブチューン（2015年1月10日、TBS）
- 報道ライブINsideOUT （2018年3月7日、BS11）
- バース・デイ（2018年6月9日、TBS）
- BE-BOP SPORTS （2018年6月18日、TOKYO MX）
- 平成三十年大相撲名古屋場所前夜祭 （2018年7月7日、中部日本放送）
- アスリートの魂 「いつだって その"心"で～大関 栃ノ心～」（2018年9月28日、NHKBS1）
- 前夜祭で楽しもう!〜大相撲九州場所 直前スペシャル〜（2018年11月10日、NHK九州・NHK沖縄）
- 令和元年大相撲名古屋場所前夜祭 （2019年7月6日、中部日本放送）
- 日曜劇場「ノーサイド・ゲーム」第3話（2019年7月29日、TBS）
- 世界はほしいモノにあふれてる （2020年12月10日、NHK総合）
- YOUは何しに日本へ?（2024年4月1日、テレビ東京）
- 世の中なんでもHOWマッチ いくらかわかる金? （2024年9月21日、TBS）
- 週刊さんまとマツコ (2025年1月12日、TBS)